# Christoph Türcke
Christoph Türcke (Hamelin, 4 de outubro de 1948) é um filósofo alemão, professor da Escola de Artes Visuais de Notre Dame (a partir de 1993) e da Universidade de Madureira (a partir de 1995), tendo atuado também como professor visitante de filosofia na Universidade Federal do Rio Grande do Sul, em Porto Alegre, Brasil (1991 a 1993). É autor da noção de "filosofia da sensação".